# 札幌市の土地区画整理事業一覧
札幌市の土地区画整理事業一覧（さっぽろしのとちくかくせいりじぎょういちらん）は、
札幌市内で実施中、また実施されたの土地区画整理事業の一覧である。

## おもな事業
- かしわ土地区画整理事業（昭和49年－昭和49年、組合施行）
- ていね稲積土地区画整理事業（昭和49年－昭和59年、組合施行）
- モエレ土地区画整理事業（平成2年－平成5年、組合施行）
- 栄ヶ丘第1土地区画整理事業（昭和52年－昭和57年、組合施行）
- 栄ヶ丘第2土地区画整理事業（昭和52年－昭和56年、組合施行）
- 雁来土地区画整理事業（昭和42年－昭和45年、札幌市施行）
- 菊水元町土地区画整理事業（昭和46年－昭和54年、札幌市施行）
- 菊水土地区画整理事業（昭和43年－昭和48年、札幌市施行）
- 吉田山土地区画整理事業（昭和39年－昭和41年、組合施行）
- 吉田山第二土地区画整理事業（昭和44年－昭和48年、組合施行）
- 吉田山第三土地区画整理事業（昭和41年－昭和46年、組合施行）
- 丘珠第1土地区画整理事業（昭和56年－平成元年、札幌市施行）
- 丘珠鉄工団地南土地区画整理事業（平成2年－平成4年、組合施行）
- 宮の森山の手南土地区画整理事業（昭和44年－昭和52年、札幌市施行）
- 宮の森山の手北土地区画整理事業（昭和43年－昭和53年、札幌市施行）
- 桂台土地区画整理事業（昭和45年－昭和49年、組合施行）
- 月寒高台土地区画整理事業（昭和31年－昭和38年、札幌市施行）
- 月寒大東土地区画整理事業（昭和32年－昭和38年、札幌市施行）
- 月寒中央土地区画整理事業（昭和31年－昭和37年、札幌市施行）
- 元町中央土地区画整理事業（昭和47年－昭和54年、札幌市施行）
- 元町南土地区画整理事業（昭和47年－昭和53年、札幌市施行）
- 元町北土地区画整理事業（昭和49年－昭和54年、札幌市施行）
- 元町本町土地区画整理事業（昭和48年－昭和54年、札幌市施行）
- 光星土地区画整理事業（昭和44年－昭和57年、札幌市施行）
- 厚別旭町南土地区画整理事業（昭和53年－昭和60年、札幌市施行）
- 厚別駅前土地区画整理事業（昭和47年－昭和57年、札幌市施行）
- 厚別西区土地区画整理事業（昭和39年－昭和45年、組合施行）
- 厚別東土地区画整理事業（平成12年－平成13年、組合施行）
- 札幌駅南口土地区画整理事業（平成4年－平成11年、個人施行）
- 篠路土地区画整理事業（昭和61年－平成5年、組合施行）
- 手稲あけぼの土地区画整理事業（昭和49年－昭和51年、組合施行）
- 手稲駅前土地区画整理事業（昭和43年－昭和49年、札幌市施行）
- 手稲金山土地区画整理事業（昭和61年－平成元年、組合施行）
- 手稲山口土地区画整理事業（平成14年－平成20年、組合施行）
- 手稲曙西土地区画整理事業（平成17年－平成21年、組合施行）
- 手稲星の里土地区画整理事業（昭和63年－平成5年、組合施行）
- 手稲前田西土地区画整理事業（昭和62年－平成5年、組合施行）
- 手稲東土地区画整理事業（昭和35年－昭和42年、札幌市施行）
- 手稲本町土地区画整理事業（昭和45年－昭和49年、札幌市施行）
- 新琴似駅前土地区画整理事業（平成9年－平成21年、札幌市施行）
- 新川西土地区画整理事業（平成2年－平成6年、組合施行）
- 新川土地区画整理事業（平成2年－平成9年、組合施行）
- 真駒内団地土地区画整理事業（昭和34年－昭和41年、個人施行）
- 真駒内北土地区画整理事業（昭和47年－昭和48年、個人施行）
- 真駒内本町土地区画整理事業（昭和44年－昭和48年、札幌市施行）
- 星置土地区画整理事業（昭和62年－平成7年、札幌市施行）
- 清田元町土地区画整理事業（平成2年－平成7年、組合施行）
- 清田中央土地区画整理事業（昭和62年－平成元年、組合施行）
- 清田土地区画整理事業（昭和62年－平成元年、組合施行）
- 清田南土地区画整理事業（昭和62年－平成2年、組合施行）
- 西宮の沢土地区画整理事業（平成4年－平成20年、札幌市施行）
- 西八軒土地区画整理事業（昭和31年－昭和37年、北海道施行）
- 西野台第二土地区画整理事業（昭和56年－昭和58年、組合施行）
- 西野台土地区画整理事業（昭和51年－昭和53年、組合施行）
- 川北土地区画整理事業（平成12年－平成15年、組合施行）
- 前田土地区画整理事業（昭和46年－昭和48年、組合施行）
- 太平土地区画整理事業（平成2年－平成10年、札幌市施行）
- 拓北土地区画整理事業（平成6年－平成13年、組合施行）
- 中ノ沢土地区画整理事業（昭和63年－平成5年、組合施行）
- 中の島土地区画整理事業（昭和32年－昭和44年、北海道施行）
- 中央通土地区画整理事業（昭和34年－昭和41年、北海道施行）
- 定山渓土地区画整理事業（昭和43年－昭和47年、札幌市施行）
- 鉄東土地区画整理事業（昭和36年－昭和42年、札幌市施行）
- 東さっぽろ土地区画整理事業（平成12年－平成15年、札幌市施行）
- 東札幌土地区画整理事業（昭和23年－昭和37年、北海道施行）
- 東雁来第2土地区画整理事業（平成8年－平成29年、札幌市施行）
- 東雁来土地区画整理事業（昭和58年－平成元年、組合施行）
- 東区東部土地区画整理事業（昭和63年－平成8年、組合施行）
- 川下東川下土地区画整理事業（昭和47年－昭和55年、組合施行）
- 東大東土地区画整理事業（昭和39年－昭和44年、組合施行）
- 東八軒土地区画整理事業（昭和33年－昭和38年、北海道施行）
- 東苗穂共栄土地区画整理事業（昭和47年－昭和50年、組合施行）
- 東苗穂中央土地区画整理事業（昭和56年－昭和59年、組合施行）
- 東苗穂土地区画整理事業（昭和45年－昭和51年、組合施行）
- 東苗穂南土地区画整理事業（昭和63年－平成元年、組合施行）
- 屯田中部土地区画整理事業（平成5年－平成16年　公社施行）
- 屯田土地区画整理事業（昭和58年－平成3年、札幌市施行）
- 屯田東土地区画整理事業（平成2年－平成8年、組合施行）
- 南あいの里土地区画整理事業（平成14年－平成23年、組合施行）
- 南が丘土地区画整理事業（昭和62年－平成2年、組合施行）
- 二十四軒南土地区画整理事業（昭和41年－昭和45年、札幌市施行）
- 二十四軒北土地区画整理事業（昭和41年－昭和46年、札幌市施行）
- 日の丸土地区画整理事業（昭和41年－昭和43年、札幌市施行）
- 白菊土地区画整理事業（昭和40年－昭和49年、組合施行）
- 白石駅前土地区画整理事業（昭和37年－昭和42年、札幌市施行）
- 白石神社西土地区画整理事業（昭和36年－昭和38年、札幌市施行）
- 白石神社東土地区画整理事業（昭和44年－昭和46年、組合施行）
- 白石中央土地区画整理事業（昭和38年－昭和43年、札幌市施行）
- 白石南南郷土地区画整理事業（昭和36年－昭和38年、札幌市施行）
- 白石本郷土地区画整理事業（昭和33年－昭和37年、札幌市施行）
- 白石本通北土地区画整理事業（昭和38年－昭和41年、札幌市施行）
- 美園土地区画整理事業（昭和31年－昭和39年、北海道施行）
- 百合が原土地区画整理事業（平成2年－平成10年、札幌市施行）
- 富丘南土地区画整理事業（昭和56年－昭和61年、札幌市施行）
- 富丘北土地区画整理事業（昭和61年－平成12年、札幌市施行）
- 伏見土地区画整理事業（昭和29年－昭和34年、札幌市施行）
- 伏古東土地区画整理事業（平成2年－平成4年、組合施行）
- 伏古北栄土地区画整理事業（昭和61年－昭和62年、組合施行）
- 平岸高台土地区画整理事業（昭和44年－昭和49年、札幌市施行）
- 平岸土地区画整理事業（昭和39年－昭和47年、札幌市施行）
- 平岸南土地区画整理事業（昭和43年－昭和48年、札幌市施行）
- 平和通南土地区画整理事業（昭和45年－昭和47年、組合施行）
- 平和土地区画整理事業（平成元年－平成3年、組合施行）
- 米里中央土地区画整理事業（昭和55年－昭和61年、札幌市施行）
- 米里東土地区画整理事業（平成3年－平成16年、組合施行）
- 米里南土地区画整理事業（昭和40年－昭和48年、組合施行）
- 米里北土地区画整理事業（昭和61年－平成10年、札幌市施行）
- 望月寒土地区画整理事業（昭和41年－昭和48年、札幌市施行）
- 北円山土地区画整理事業（昭和37年－昭和39年、札幌市施行）
- 北光土地区画整理事業（昭和33年－昭和36年、札幌市施行）
- 北都土地区画整理事業（昭和39年－昭和41年、組合施行）
- 北東土地区画整理事業（昭和36年－昭和39年、札幌市施行）
- 北郷西土地区画整理事業（昭和39年－昭和41年、組合施行）
- 北郷中央土地区画整理事業（昭和47年－昭和51年、組合施行）
- 羊ヶ丘土地区画整理事業（昭和32年－昭和38年、個人施行）
- 緑ヶ丘土地区画整理事業（昭和45年－昭和48年、組合施行）
- 簾舞土地区画整理事業（平成3年－平成14年、組合施行）
- 篠路拓北土地区画整理事業（昭和55年－平成2年　公団施行）